# Prinz-von-Hessen-Halbbastion

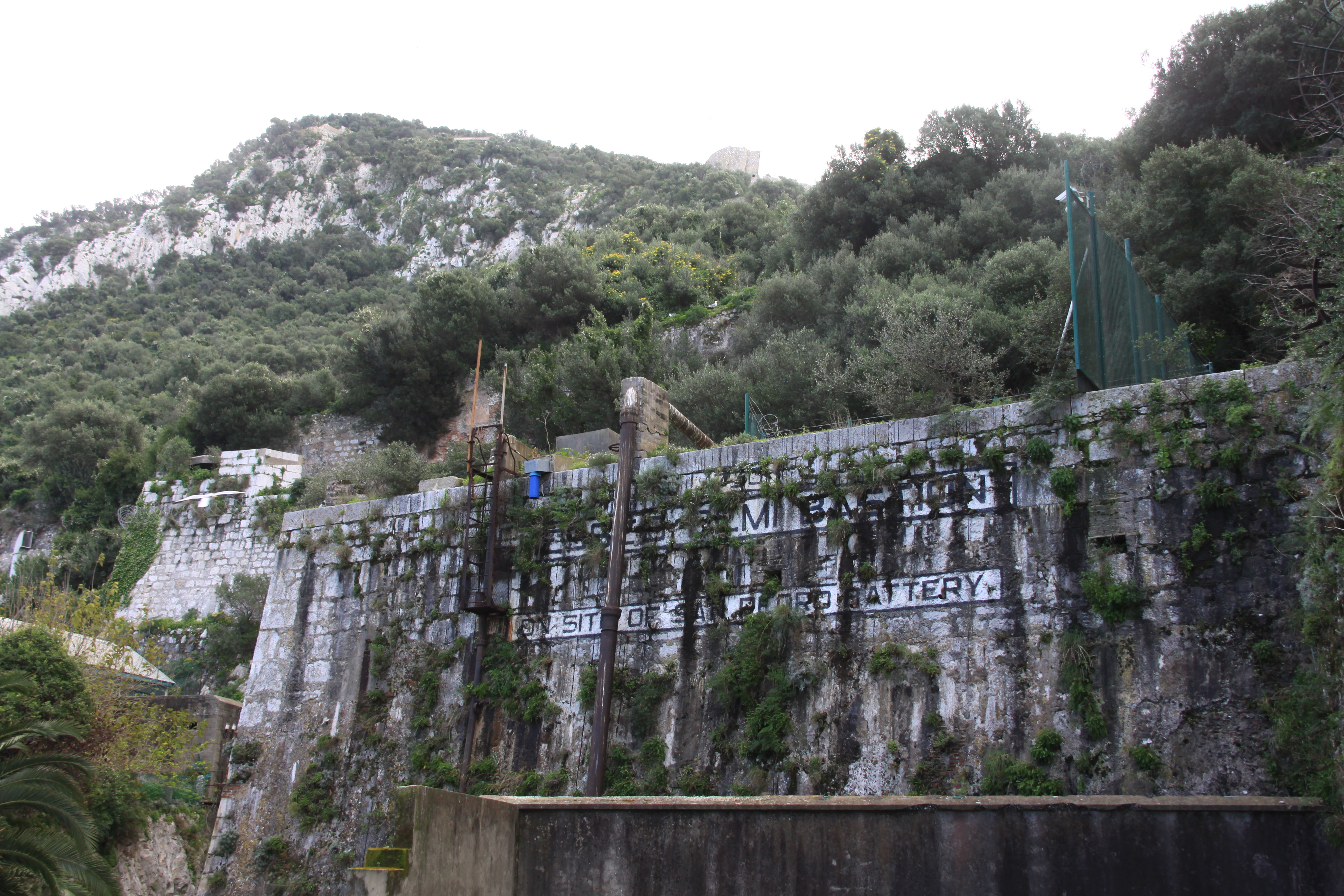
Big battery in Gibraltar

Die Prinz-von-Hessen-Halbbastion ist im Andenken an Prinz Georg von Hessen-Darmstadt erbaut worden und diesem gewidmet, da er Gibraltar für die Briten eroberte und dort erster Gouverneur war. Eigentümer der Halbbastion ist die Regierung von Gibraltar.

## Lage
Die Prinz-von-Hessen-Halbbastion ist Teil der nördlichen Verteidigungsanlagen von Gibraltar als Teil der Kette von Bastionen am nordwestlichen Ende des Felsens. Unterhalb der King's Lines Battery und der Bombproof Battery. Oberhalb schließt das Moorish Castle die Linie ab.

## Geschichte
Ursprünglich wurde die Bastion in spanischer Zeit nach dem Heiligen Peter benannt. Die alte spanische Bastion wurde renoviert und umgebaut und 1930 von den Briten nach Prinz Georg benannt. 1762, während des Siebenjährigen Krieges, war sie mit zwei 18-Pfündern  und vier 4-Pfünder-Kanonen bestückt zum Schutz des Grabens des landseitigen Tors von Gibraltar. 1885 bestand die Bestückung aus 32-Pfündern.